# Aeroportul DuPage
Aeroportul DuPage (IATA: DPA, ICAO: KDPA, FAA LID: DPA) este un aeroport din Illinois, Statele Unite ale Americii. Aeroportul a fost tranzitat în 2019 de 502 pasageri.
Situat la o altitudine de 231 m, aeroportul dispune de 4 piste.

## Infrastructură

### Piste
Aeroportul dispune de 4 piste: 
- pista 02L/20R din beton, cu dimensiunile 7.571 picioare × 150 picioare
- pista 02R/20L din beton, cu dimensiunile 6.451 picioare × 100 picioare
- pista 10/28 din asfalt, cu dimensiunile 4.750 picioare × 75 picioare
- pista 15/33 din asfalt, cu dimensiunile 3.399 picioare × 100 picioare